# Cañete de las Torres
Cañete de las Torres település Spanyolországban, Córdoba tartományban. Cañete de las Torres Baena, Castro del Río, Córdoba, Bujalance, Porcuna és Lopera községekkel határos. Lakosainak száma 2806 fő (2024).

## Népesség
A település népessége az elmúlt években az alábbi módon változott:
| Lakosok száma | 3310 | 3209 | 3211 | 3144 | 3157 | 3033 | 2992 | 2933 | 2888 | 2806 |
|               | 2001 | 2004 | 2006 | 2009 | 2011 | 2014 | 2016 | 2019 | 2021 | 2024 |